# Chigozie Mbah
Chigozie Emmanuel Mbah (sinh 18 tháng 9 năm 1997) là một cầu thủ bóng đá Nigeria thi đấu ở vị trí tiền vệ cánh cho Uthai Thani ở Thai League 1.

## Sự nghiệp câu lạc bộ

### MŠK Žilina
Anh đến MŠK Žilina từ giải hạng dưới của Anh mùa đông 2016. Mbah ra mắt chuyên nghiệp cho MŠK Žilina trước MFK Skalica ngày 26 tháng 2 năm 2016.

### Slavia Sofia
Vào tháng 7 năm 2017, Mbah ký hợp đồng với câu lạc bộ Bulgaria Slavia Sofia.